# Llindes (Linyola)
Les Llindes és una obra de Linyola (Pla d'Urgell) inclosa a l'Inventari del Patrimoni Arquitectònic de Catalunya.

## Descripció
Al carrer Llibertat es troben dos llindes veïnes; la llinda esquerra està formada per un quadrat que emmarca la forma d'un cor, a la punta del qual hi surten tres tires a manera d'arrel i la part interior del cor està reticulat. Aquesta forma parteix en dos la data de la casa: 1791. A la part superior del quadrat i sortint del centre de la seva part horitzontal, tres fulles (que semblen de pomera) coronen el conjunt. La llinda dreta, més antiga que l'altra, empara la representació d'una corona feta de cisell, l'esquema de la qual és equiparable a les corones privatives dels ducs. No obstant, creiem que la casa no fou habitada per ducs, doncs no consta ni en la documentació ni en la llegenda. Sota la corna, unes formes geomètriques tanquen la representació. No en resten notícies històriques, però no ens sorprèn la presència de les llindes, ja que les cases estan ubicades en un dels carrers medievals; han estat respectades per les modificacions i reformes que s'han portat a terme a les cases.

## Història
La llinda amb la data 1791, pertany a la casa núm.-16 del c/ Llibertat. A part d'aquesta pedra, l'habitatge no té cap particularitat artística. La llinda amb la corona cisellada pertany a la casa núm.- 18 del mateix carrer. Com el cas anterior l'edifici no té cap singularitat a destaca. La planta baixa és ocupada per una sala d'exposicions. Creiem que més aviat es tracta de dovelles aplicades a noves construcció.